# Postrer Río (kommun)
Postrer Río är en kommun i Dominikanska republiken.   Den ligger i provinsen Independencia, i den västra delen av landet, 170 km väster om huvudstaden Santo Domingo. Antalet invånare 
i kommunen är cirka 6 000.